# Julian Gascoigne
Sir Julian Gascoigne (Ashtead, 25 ottobre 1903 – 26 febbraio 1990) è stato un generale britannico.

## Carriera
Gascoigne entrò a far parte nei Grenadier Guards nel 1923. Prestò servizio nella Seconda guerra mondiale come ufficiale comandante del 1º Battaglione Grenadier Guards (1941-1942) quando divenne comandante della 201st Guards Motor Brigade in Nord Africa e in Italia.
Dopo la guerra divenne vice-comandante della missione britannica a Washington. Venne nominato maggior generale comandante della Household Brigade e Generale responsabile del comando del London District (1950-1953).
In pensione lavorò come agente di cambio (1955-1959) e fu allora Governatore di Bermuda (1959-1964). Ospitò un importante vertice nel dicembre 1961 tra il primo ministro Harold Macmillan e presidente John F. Kennedy dopo l'erezione del Muro di Berlino. Nel 1970 è stato presidente dello Union Jack Club a Londra. Sposò Joyce Newman.

## Ascendenza
|                            |              |                            | Genitori                      |  |  | Nonni |  |  | Bisnonni         |  |  | Trisnonni      |  |
|                            |              |                            |                               |  |  |       |  |  | Ernest Gascoigne |  |  | Isaac Gascoyne |  |
|                            |              |                            |                               |  |  |       |  |  | Ernest Gascoigne |  |  | Isaac Gascoyne |  |
|                            |              | Mary Williamson            |                               |  |  |       |  |  | Ernest Gascoigne |  |  |                |  |
| Clifton Gascoigne          |              |                            |                               |  |  |       |  |  | Ernest Gascoigne |  |  |                |  |
|                            |              | Caroline Leigh Smith       | John Smith                    |  |  |       |  |  |                  |  |  |                |  |
|                            |              | Caroline Leigh Smith       | John Smith                    |  |  |       |  |  |                  |  |  |                |  |
|                            |              | Caroline Leigh Smith       | Emma Leigh                    |  |  |       |  |  |                  |  |  |                |  |
| Frederick Gascoigne        |              | Caroline Leigh Smith       |                               |  |  |       |  |  |                  |  |  |                |  |
|                            |              | Charles Wombwell           | George Wombwell, II baronetto |  |  |       |  |  |                  |  |  |                |  |
|                            |              | Charles Wombwell           | George Wombwell, II baronetto |  |  |       |  |  |                  |  |  |                |  |
|                            |              | Charles Wombwell           | Eliza Little                  |  |  |       |  |  |                  |  |  |                |  |
| Frances Charlotte Wombwell |              | Charles Wombwell           |                               |  |  |       |  |  |                  |  |  |                |  |
|                            |              | Charlotte Catherine Hunter | Thomas Orby Hunter            |  |  |       |  |  |                  |  |  |                |  |
|                            |              | Charlotte Catherine Hunter | Thomas Orby Hunter            |  |  |       |  |  |                  |  |  |                |  |
|                            |              | Charlotte Catherine Hunter | Frances Heywood               |  |  |       |  |  |                  |  |  |                |  |
| Julian Gascoigne           |              | Charlotte Catherine Hunter |                               |  |  |       |  |  |                  |  |  |                |  |
|                            | George Clive | Edward Clive               |                               |  |  |       |  |  |                  |  |  |                |  |
|                            | George Clive | Edward Clive               |                               |  |  |       |  |  |                  |  |  |                |  |
|                            | George Clive | Harriet Archer             |                               |  |  |       |  |  |                  |  |  |                |  |
| Edward Clive               | George Clive |                            |                               |  |  |       |  |  |                  |  |  |                |  |
|                            |              | Ann Farquhar               | Thomas Farquhar, II baronetto |  |  |       |  |  |                  |  |  |                |  |
|                            |              | Ann Farquhar               | Thomas Farquhar, II baronetto |  |  |       |  |  |                  |  |  |                |  |
|                            |              | Ann Farquhar               | Sybella Martha Rockcliffe     |  |  |       |  |  |                  |  |  |                |  |
| Cicely Clive               |              | Ann Farquhar               |                               |  |  |       |  |  |                  |  |  |                |  |
|                            |              | Daniel Hale Webb           | Daniel Coggs Webb             |  |  |       |  |  |                  |  |  |                |  |
|                            |              | Daniel Hale Webb           | Daniel Coggs Webb             |  |  |       |  |  |                  |  |  |                |  |
|                            |              | Daniel Hale Webb           | Sarah Smith                   |  |  |       |  |  |                  |  |  |                |  |
| Isabel Webb                |              | Daniel Hale Webb           |                               |  |  |       |  |  |                  |  |  |                |  |
|                            |              | Isabella Jemima Smith      | …                             |  |  |       |  |  |                  |  |  |                |  |
|                            |              | Isabella Jemima Smith      | …                             |  |  |       |  |  |                  |  |  |                |  |
|                            |              | Isabella Jemima Smith      | …                             |  |  |       |  |  |                  |  |  |                |  |
|                            |              | Isabella Jemima Smith      |                               |  |  |       |  |  |                  |  |  |                |  |